# Benito Caldera
Benito Caldera fue un poeta y traductor, miembro de la corte portuguesa y se supone que era portugués.
En Alcalá de Henares, en 1580, apareció su traducción del portugués al español del poema épico de Luís de Camões, Los lusiadas, bajo el título Los Lusiadas de Luys de Camoes / traduzidos en octaua rima castellana por Benito Caldera, residente en Corte. En las páginas introductorias de su versión de Los lusiadas hay varios sonetos dedicados a la labor de Caldera conectando el portugués con el castellano. A pesar de la existencia de otras traducciones de este poema (por ejemplo las de Luis Gómez de Tapia, Enrique Garcés, Manuel Faria e Sousa), la traducción de Caldera es conocida por tres razones: fue la primera traducción a cualquier otra lengua, además de que Teófilo Braga indicó que Caldera comentó su versión con Camoes antes de que este falleciera en 1580; finalmente, porque esta versión de Benito Caldera es útil para la reconstrucción filológica del original de Camões.
La traducción de Benito Caldera contiene un prólogo escrito por Pedro Laínez íntimo amigo de Miguel de Cervantes. Laynez también aparece en La Galatea como el personaje de Damón, y así se puede imaginar el contacto entre Caldera (su traducción), Laynez (sus comentarios alentadores de la traducción) y La Galatea de Cervantes. Figura una dedicatoria a Hernando de Vega de Fonseca. En los demás paratextos figuran el secretario Antonio de Eraso, además de poemas del licenciado Garay, Luis de Montalvo, el maestro Vergara, un amigo anónimo, y nuevamente Pedro Laínez con otro poema. 
El traductor y poeta Benito Caldera aparece específicamente en la estrofa 35 del Canto de Calíope donde Cervantes lo alabó diciendo que era un “sin igual tesoro trujiste en nueva forma a la ribera…”.  Parece referirse al río Tajo que conecta los dos países. La cita menciona "una nueva forma" y probablemente se refiere a su reciente publicación de una traducción de un poema épico. 

## Obra
Caldera, Benito. Los Lusiadas de Luys de Camoes / traduzidos en octaua rima castellana por Benito Caldera, residente en Corte. Alcalá de Henares: Juan de Gracián, 1580.